# Palmy
Pour les articles homonymes, voir Palmy (homonymie).
Eve Pancharoen (thaï : อีฟ ปานเจริญ), née le 7 août 1981 à Bangkok (Thaïlande), mieux connue sous le nom de scène Palmy (thaï : ปาล์มมี่), est une chanteuse de pop belgo-thaï.

## Biographie
La mère de Palmy est thaïlandaise, le père de Palmy est belge.
Palmy grandi à Bangkok puis, à l'âge de 12 ans, elle étudie les beaux-arts à Sydney. À 18 ans, elle retourne à Bangkok.
En 2001, elle commence sa carrière de musicienne avec อยากร้องดังดัง (Yark rong dung dung / Envie de crier haut et fort), le tube de son premier album.
En juin 2004, elle fait un grand concert au Japon à Tokyo où elle est qualifiée de « fée de la T-pop » par le quotidien nippon Mainichi Shimbun.